# De la Motte
De la Motte, auch de La Motte, ist ein Familienname.

## Bedeutung
Der Familienname „de la Motte“ gehört zu den von einer Ortsbezeichnung abgeleiteten Namen. Das Wort „motte“ und seine Wurzel „mot“ – plattdeutsch „mud“ oder „modder“ – bedeutet eigentlich Schlamm, schwarze Erde, Erdscholle oder einen kleinen Hügel.
Im abgeleiteten Sinne bedeutet „la motte“ eine natürliche oder künstliche Bodenerhöhung, z. B. einer Mühle oder eines Schlosses, im historischen Sinne der Feudalzeit einen Hügel, errichtet bei einem Herrensitz oder Schloss als ein Zeichen der Herrschaftsgewalt, weiter das Schloss selbst und den Gerichtshof des Seigneurs, des Schlossherrn. „La motte“ hießen in romanischen Ländern besonders auch die alten Fluchtburgen, aufgeschüttete und befestigte Burghügel in Sumpflandschaften oder von Wasser umgeben, angelegt besonders vom 9. bis 12. Jahrhundert zum Schutz vor Feinden.
„In dieser Zeit der Unordnung und Gewalt haben die freien und adeligen Lehnsmänner des Landesherrn sich an einem geeigneten Ort ein durch Gräben und einen hohen Turm befestigtes Gebäude auf einem künstlichen Erdhügel errichtet. Dies waren die „Motten“ des Feudalismus, deren Spuren in unseren Dörfern noch bestehen. Jede dieser „Motten“ wurde das Zentrum und der Sitz eines der kleinen Adelsgüter („Seigneuries“), die das Land in der Feudalzeit unter sich aufteilten.“ (Lefevre Lefort)

## Namensträger
- Anders de la Motte (* 1971), schwedischer Autor von Kriminalromanen
- Antoine-Claude-Pierre Masson de La Motte-Conflans (1727–1801), französischer Advocat und Enzyklopädist
- Antoine Houdar de La Motte (1672–1731), französischer Dramatiker, Librettist, Lyriker und Literaturtheoretiker
- August de la Motte (1713–1788), Kur-Braunschweigischer-Lüneburgischer Generalleutnant
- Belsazar de la Motte Hacquet († 1815), österreichischer Naturforscher, siehe Belsazar Hacquet
- Caroline de la Motte Fouqué (geb. von Briest; 1773–1831), deutsche Schriftstellerin der Romantik
- Charles de la Motte-Chevallerie (1648–1717), kurhannoverscher Generalmajor
- Charles Antoine Houdar de La Motte (1773–1806), französischer Colonel der Infanterie
- Charles-Jean de La Motte-Vauvert (1782–1860), von 1827 bis 1860 Bischof des französischen Bistums Vannes
- Diether de la Motte (1928–2010), deutscher Musiker, Komponist und Musiktheoretiker
- Franz Karl Hyazinth de la Motte (Jolly des Aulnois), 1760 Oberstleutnant, österreichischer Grafenstand[1][2]
- Friedrich de La Motte Fouqué (Pseudonyme „Pellegrin“ und „A.L.T. Frank“, 1777–1843), deutscher Dichter der Romantik
- Friedrich de la Motte-Fouqué (Generalmajor) (1843–1921), deutscher General
- Ernst August de la Chevallerie von la Motte (1688–1758), preußischer General, Gouverneur von Geldern
- Guillaume de La Motte († 1437), Kartäusermönch
- Guillaume Mauquest de La Motte (1665–1737), französischer Mediziner und Geburtshelfer
- Heinrich August de la Motte Fouqué (1698–1774), preußischer General
- Heinrich Karl de la Motte Fouqué (1701–nach 1775), preußischer Oberst
- Helga de la Motte-Haber (* 1938), deutsche Musikwissenschaftlerin
- Jeanne-Marie Bouvier de La Motte Guyon (1648–1717), französische Mystikerin
- Lisa de la Motte (* 1985), eswatinische Schwimmerin
- Manfred de la Motte (1935–2005), deutscher Kunsthistoriker
- Marguerite De La Motte (1902–1950), US-amerikanische Schauspielerin und Tänzerin der Stummfilmära
- Marie de la Motte (1627–1683), niederländische Prostituierte, Bordellwirtin und Malermodell
- Maximilian Joseph de la Motte (1809–1887), bayerischer Verwaltungsbeamter, siehe Maximilian Joseph von Lamotte
- Peter de La Motte (1765–1837), bayerischer Generalleutnant
- Pierre-Marie Lambert de la Motte (1624–1679), französischer Missionsbischof
- Samson de la Motte († ca. 1620), schwedischer Generalmajor
- Stephan de la Motte (* 1957), deutscher Autor von SF-Kurzgeschichten
- Toussaint-Guillaume Picquet de la Motte (1720–1791), französischer Admiral
- Jeanne de Saint-Rémy, Comtesse de La Motte (1756–1791), französische Adlige; wegen der Halsbandaffäre verurteilt
- Louise-Madeleine de La Motte, Mutter von Madame de Pompadour